# Rana miopus
Humerana miopus là một loài ếch trong họ Ranidae.
Nó được tìm thấy ở Malaysia và Thái Lan.
Các môi trường sống tự nhiên của chúng là các khu rừng ẩm ướt đất thấp nhiệt đới hoặc cận nhiệt đới, đầm nước ngọt, đầm nước ngọt có nước theo mùa, các đồn điền, và ao. Loài này đang bị đe dọa do mất môi trường sống.